# Подчерье (село)

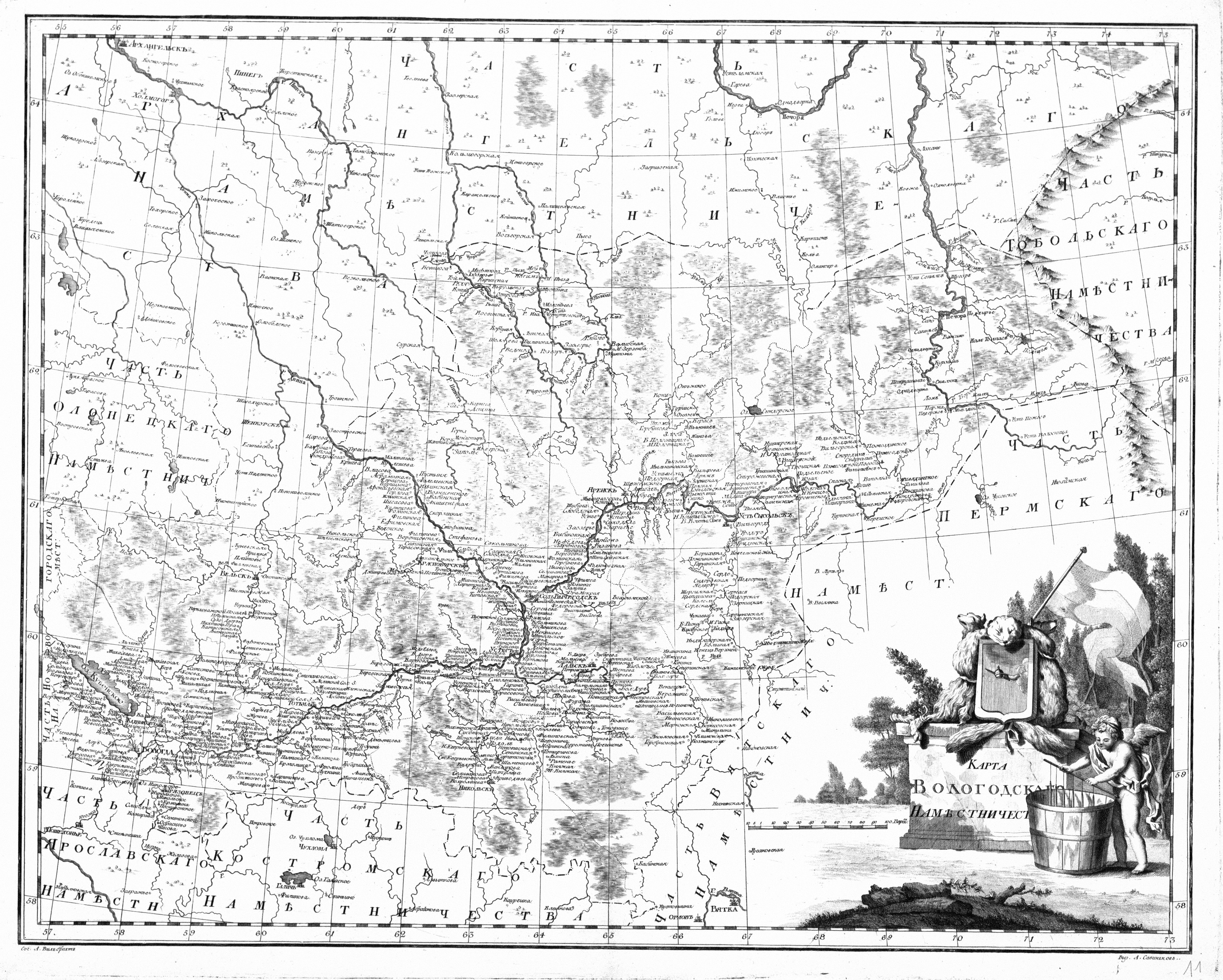
Подчерье («Подчирье») на карте Вологодского наместничества. Российский атлас 1792 года

Подчерье (коми Пöдчерем) — село на востоке Республики Коми. Входит в состав Вуктыльского муниципального округа. Население на 2010 год — 710 человек.

## Географическое положение
Село находится в 29 км к северо-востоку от города Вуктыла (16,5 км по прямой) ниже по течению реки Печоры на её правом берегу, слева от устья реки Подчерье (Подчерем).

## История
Река Почерья впервые появилась на карте в 1722 году. Геодезист Ф. Молчанов, работавший в бассейне верхней Печоры в 1720–1721 годах, изобразил её на своей карте южного участка Печоры.
Населённый пункт появился после 1747 года. Первое упоминание в 1784 году в «Экономических примечаниях к Генеральному межеванию»: Подчерская деревня, 8 дворов и 39 жителей (19 мужчин, 20 женщин). Под именем Подчирье присутствует на карте  Вологодского наместничества в Российском атласе 1792 года. По национальному составу население относилось к верхнепечорским коми. В 1803 году жители деревни были перечислены в списке староверов Печорской Троицкой церкви, представленном в Вологодскую духовную консисторию. 
В 1843 году промышленник В. Н. Латкин отметил, что в деревне имелось 26 домов, 125 жителей. По его словам, тут «хлеб не сеют, рыба составляет главный промысел жителей». В 1859 году — Подчерская (Подчерем), 32 двора, 220 жителей (93 мужчины, 127 женщин). В конце XIX — начале XX века здесь находилась земская почтовая станция. В 1891 году открылась школа. В 1903 году построена Подчерская Петропавловская церковь (освящена в 1908 году как единоверческая). В 1916 году здесь было 56 дворов, 197 жителей (71 мужчина, 126 женщин). 
На карте 1918 года — Подчерская. В 1926 году здесь насчитывалось 57 дворов, 190 жителей (89 мужчин, 101 женщина). 
В 1930 году в деревне имелись начальная школа, изба-читальня, пароходная стоянка, потребительское общество, агентство госторга. В 1931 году в Подчерье организован колхоз «Рычаг социализма». В 1933 году образован Подчерский сельсовет, который в то время относился к Троицко-Печорскому району. 
В 1956 году, когда был организован Подчерский сплавной рейд, объединивший три сплавных участка, возник новый посёлок, который также получил название Подчерье. 30 июля 1960 года Подчерский сельсовет передан из Троицко-Печорского в Печорский район. В 1970 году в селе жили 1843 человека. 21 февраля 1975 года Указом Президиума Верховного Совета РСФСР был образован Вуктыльский район, Подчерский сельсовет вошёл в его состав. В 1979 году в селе насчитывалось 2371 человек. В 1989 году — 2329 человек (1349 мужчин, 980 женщин), из них 52 % русские, 20 % коми. В 1992 году — 1905 человек, в начале 1995 года — 1697 человек в 583 хозяйствах.
Сплавщики соорудили мехцех, конюшню, открыли клуб, столовую и магазин. До недавнего времени[уточнить] Подчерская запань была одной из главных на Печоре. Рабочий коллектив насчитывал до 1000 человек, приезжали и сезонные рабочие. В 2002 году постоянное население — 1038 человек, из них русские 51 %, коми 35 %. Согласно переписи 2010 года — 710 человек. На 1 апреля 2011 года в селе имелись школа, ясли-сад, сельская больница, библиотека, дом культуры, музыкальная школа, почта, лесничество, леспромхоз и другие организации.
В декабре 2015 года статус Вуктыльского района был изменён на городской округ, все существовавшие в составе района сельские поселения были упразднены и село Подчерье вошло в состав городского округа Вуктыл. С 1 июня 2023 года городской округ «Вуктыл» в Республике Коми наделён статусом муниципального округа.

## Климат
В городском округе Вуктыл климат умеренно-континентальный, с довольно суровой зимой, коротким прохладным летом. Климат формируется в условиях малого количества солнечной радиации зимой, под воздействием северных морей и интенсивного западного переноса воздуха. Средняя температура января — минус 19,7 ºС, июля — плюс 15,2 ºС. Средняя годовая температура воздуха за многолетний период составляет минус 2,6 ºС. Средняя продолжительность безморозного периода составляет 67 дней. Летом в ясные и особенно безветренные дни температура почвы обычно бывает значительно выше температуры воздуха: даже в районах вечной мерзлоты температура на поверхности почвы может доходить до плюс 40 ºС. Самым теплым месяцем года является июль (средняя месячная температура +16°С), самым холодным месяцем — январь (-19,5°С). Среднегодовая температура воздуха равна −2,7°С. Число дней со средней суточной температурой воздуха выше нуля градусов составляет 164.